# 大内覚之助
大内 覚之助（おおうち かくのすけ、（1898年1月 - 1965年3月16日）は、日本の教育者、英語学者。

## 経歴
大内義生の長男として、福岡県朝倉郡朝倉町大字古毛（現・朝倉市古毛）に生まれる。福岡県立朝倉中学校（現・福岡県立朝倉高等学校）、1920年広島高等師範学校（広島大学教育学部の前身）文科第二部英語科を経て、1924年京都帝国大学文学部文学科英文学専攻を卒業。
旧制福岡高等学校教授を経て、1941年福岡県女子専門学校（現・福岡女子大学）教授兼福岡県中学修猷館（現・福岡県立修猷館高等学校）校長に就任。
戦後、福岡商科大学（現・福岡大学）教授、熊本女子大学（現・熊本県立大学）教授を歴任した後、1961年久留米大学附設高等学校校長に就任。
1965年心臓病のため死去。葬儀は久留米大学附設高等学校葬をもって行われた。